# Jean-Pierre Rioux
Jean-Pierre Rioux (Clichy, 15 febbraio 1939 – Versailles, 6 dicembre 2024) è stato uno storico, editore e politico francese, specializzato nella storia politica, sociale e della cultura della Francia contemporanea.

## Biografia
Conseguita l'abilitazione all'insegnamento nel 1964, divenne professore di storia al Liceo Marceau di Chartres e al liceo Pasteur di Neuilly-sur-Seine, dal 1964 al 1972 .
Fra il 1970 e il 1980, fu docente, assistente e professore associato di storia contemporanea all'Università di Parigi X Nanterre, nonché docente e relatore di vari seminari all'Istituto di studi politici di Parigi (dal 1978). Dal 1980 al 1991, fu ricercatore e poi direttore della ricerca presso l'Istituto di storia contemporanea, affiliato al CNRS francese. 

Inoltre fu ispettore generale dell'educazione nazionale dal 1991 al 2003 e professore associato alla New York University, dal 1990 al 1995.
Fu consigliere di amministrazione e membro del comitato editoriale della rivista L'Histoire dal 1978 al 1998, co-fondatore ed editore di Vingtième Siècle. Revue d'histoire  nel 1984, collaboratore scientifico di  Notre histoir dal 1999 al 2001, membro dei comitati editoriali di Esprit (1977-1982) e di Mouvement Social.
Dal 1985 al 1990, fu anche produttore e editorialista di France Culture editorialista di Le Monde (dal 1987 al 1996) e di La Croix a partire dal 2000.
A lungo attivo in politica, fu iscritto al Movimento Democratico francese, fin dalla sua nascita nel 2007.. Due anni più tardi, ricevette l'incarico di realizzare l'università popolare del partito centrista.

## Vita privata
Sposato con Hélène Rioux, era padre di Rémy Rioux e di Emmanuelle Rioux, caporedattore della rivista Inflexions.

## Riconoscimenti
- 2004: Prix Guizot, 2004
- 2014: Prix littéraire de La Saint-Cyrienne[6].
- 2017: Grand prix Gobert 2017.[7].